# 切普圖拉鄉
45°1′N 26°20′E / 45.017°N 26.333°E
切普圖拉鄉（羅馬尼亞語：Comuna Ceptura, Prahova），是羅馬尼亞的鄉份，位於該國中南部，由普拉霍瓦縣負責管轄，面積47平方公里，海拔高度224米，2007年人口5,100，人口密度每平方公里108人。